# Aktion Erntefest

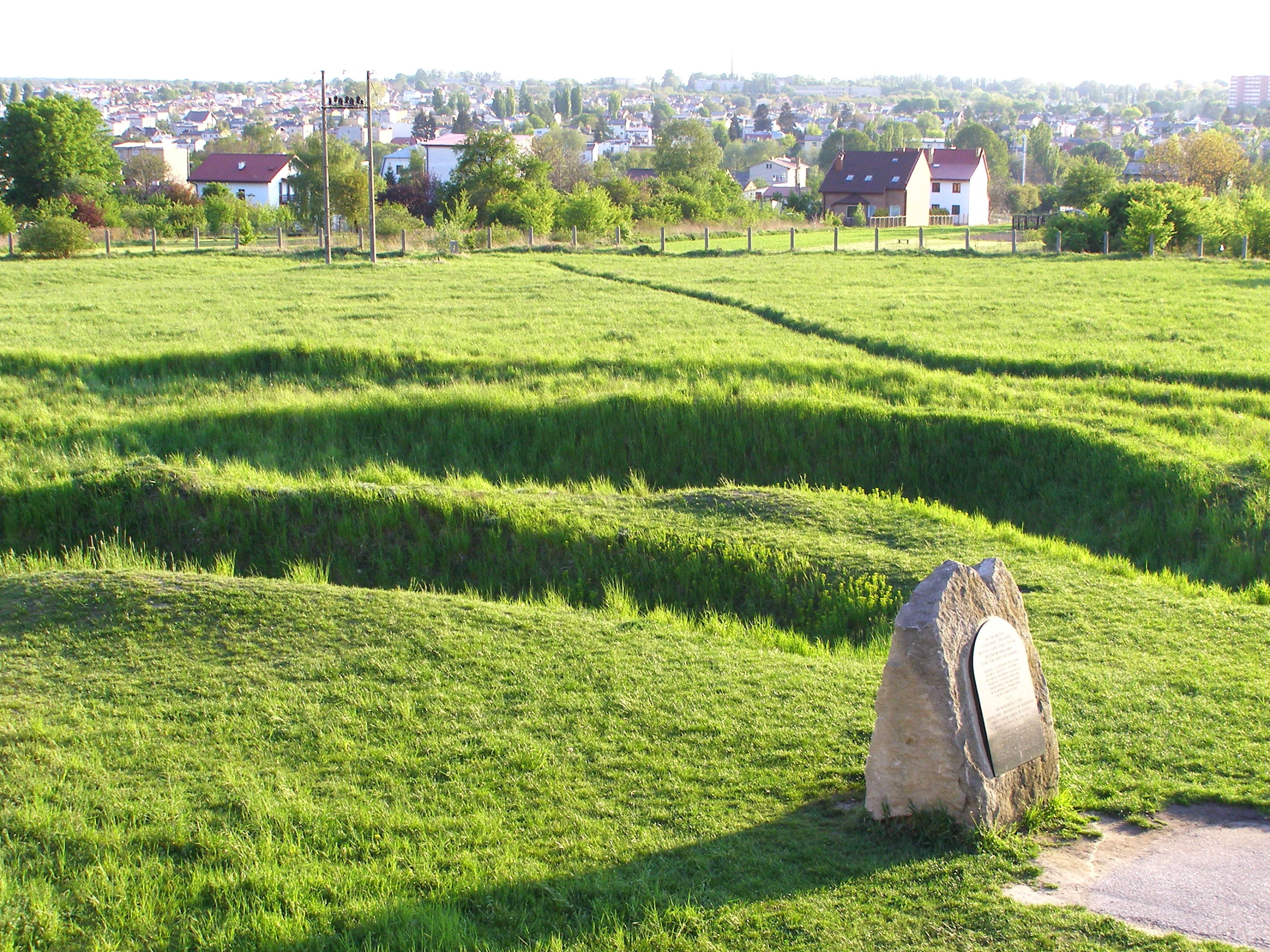
Masowe groby po operacji Aktion Erntefest na Majdanku

Aktion Erntefest (pol. akcja Erntefest, z niem. operacja „Dożynki”) – kryptonim akcji wymordowania Żydów przeprowadzonej w dniach 3–4 listopada 1943 roku na terenie dystryktu lubelskiego w Generalnym Gubernatorstwie. Rozkaz natychmiastowej likwidacji Żydów wydał Reichsführer-SS Heinrich Himmler bezpośrednio po zbrojnym buncie więźniów w obozie zagłady w Sobiborze. Odpowiedzialny za przeprowadzenie akcji Erntefest był Jakob Sporrenberg (Wyższy Dowódca SS i Policji w dystrykcie lubelskim).
Tego dnia w obozach na Majdanku, w Poniatowej, w Trawnikach oraz w innych obozach w dystrykcie lubelskim wymordowano niemal wszystkich więźniów pochodzenia żydowskiego. Łącznie zamordowano ok. 42 tysiące osób. Przy życiu pozostawiono kilka tysięcy więźniów żydowskich zatrudnionych na lotniskach w Zamościu, Białej Podlaskiej i Puławach oraz w zakładach Heinkla w Budzyniu pod Kraśnikiem.

## Majdanek
Przygotowania do egzekucji na Majdanku rozpoczęto pod koniec października 1943 roku. Za V polem wykopano trzy rzędy rowów. Prace przez całą dobę wykonywali więźniowie. W nocy miejsce robót oświetlały reflektory, a więźniom dostarczano zupę w nieograniczonych ilościach. Każdy rów miał ok. 100 metrów długości, 3 metry szerokości i 2 metry głębokości.
Specjalnie na tę akcję do Lublina sprowadzono kilkunastoosobową grupę esesmanów z Krakowa, Warszawy, Radomia, Lwowa i Oświęcimia. Na teren obozu dostarczono dwa wozy z instalacją nagłośnieniową. Jeden z nich stanął w pobliżu rowów, drugi przy bramie obozowej. W nocy z 2 na 3 listopada do obozu weszło ponad 500 uzbrojonych policjantów z Lublina, którzy obstawili wszystkie pola więźniarskie.

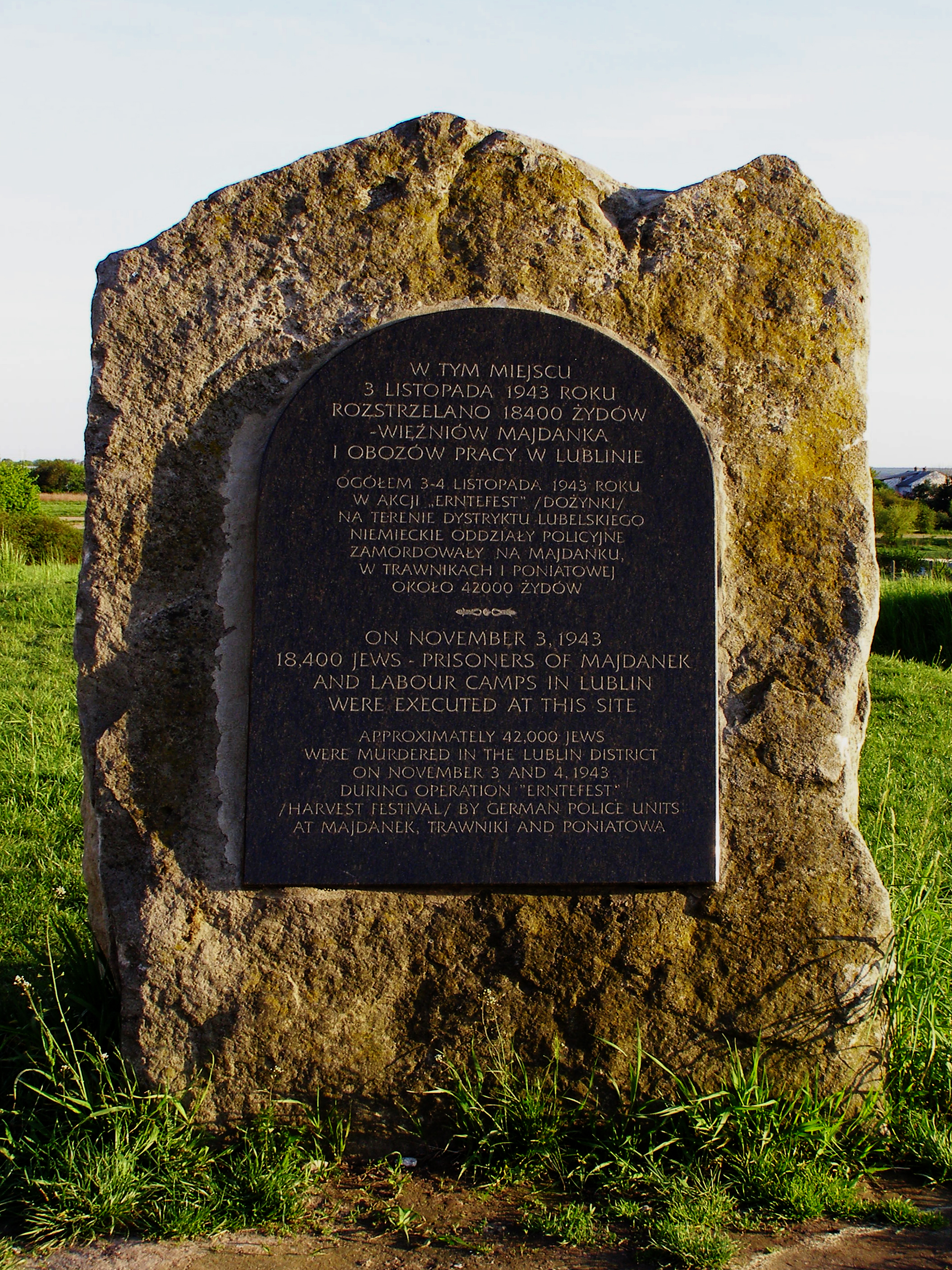
Tablica upamiętniająca akcję na terenie obozu koncentracyjnego na Majdanku

Po porannym apelu wydano rozkaz, aby więźniowie pochodzenia żydowskiego ustawili się w osobnej grupie. Esesmani kierowali ich w kierunku bram wyjściowych. Pod bloki szpitalne podjechały ciężarówki. Wszystkich Żydów przeniesiono na V pole. Po jakimś czasie więźniowie usłyszeli – dochodzące spod krematoriów – strzały z broni maszynowej, które próbowano zagłuszyć muzyką taneczną z głośników zainstalowanych na samochodach. Już w czasie trwania akcji do obozu przyprowadzono Żydów z więzienia w Lublinie, z obozu pracy przy ulicy Lipowej oraz z obozu pracy na „starym lotnisku” (Flugplatz).
Przed egzekucją Żydzi musieli się rozebrać. Potem wchodzili do przygotowanych rowów, nad którymi stali esesmani z bronią maszynową. Żydzi musieli położyć się na ziemi (potem już na zwłokach poprzedników), a esesmani strzelali do nich. Mężczyzn i kobiety rozstrzeliwano osobno. Akcja trwała bez przerwy od 6 lub 7 rano do godziny 17. Esesmani dokonujący rozstrzeliwań ciągle się zmieniali.
Spośród kilkunastu tysięcy ludzi przeznaczonych na śmierć przy życiu pozostawiono około 300 kobiet i 300 mężczyzn, którzy musieli posortować odzież po pomordowanych. W połowie kwietnia niemal wszyscy zostali wysłani do obozu Auschwitz-Birkenau, gdzie zabito ich w komorze gazowej.
W grupie zamordowanych znajdowało się około 8,1 tys. więźniów Majdanka, w tym 1660 kobiet. Pozostali straceni byli więźniami innych obozów z terenu Lublina. Łącznie na Majdanku rozstrzelano wtedy około 18 tys. osób.

## Poniatowa
Przygotowania do akcji w obozie w Poniatowej rozpoczęły się w ostatnich dniach października 1943 roku. Więźniowie żydowscy otrzymali rozkaz wykopania dwóch rowów: jeden poza ogrodzeniem obozowym na wprost bramy wjazdowej, drugi na terenie obozowym równolegle do siedziby władz obozowych. Rowy w postaci łamanych linii długości ok. 100 metrów miały 2 metry szerokości i 1,5 metra głębokości.
W nocy z 3 na 4 listopada 1943 r. do obozu przyjechali esesmani i policjanci z Lublina, Kraśnika oraz Puław, którzy podwójnym kordonem otoczyli obóz. Pierwszy kordon, przylegający do obozu, był bardzo gęsty. Esesmani byli uzbrojeni w karabiny maszynowe. Drugi kordon znajdował się w promieniu 1–2 km od obozu.
Poranny apel odbył się jak co dzień. Potem wszystkich Żydów wpędzono do otoczonych baraków. O godzinie 7 rano 50-osobowe grupy więźniów zaczęto wyprowadzać na zewnątrz. Wszystkie kosztowności i rzeczy osobiste należało zostawić w przygotowanych walizkach. Następnie więźniowie musieli przebiec przez szpaler esesmanów i rozbierać się. Pozostawione mienie było od razu sortowane. Kilkunastu wybranych Żydów odnosiło je do magazynów.
Grupy nagich ludzi pędzono na przemian do jednego lub drugiego rowu, gdzie kazano im się kłaść. Nad rowami stali esesmani z bronią maszynową. Tutaj również zainstalowano aparaturę nagłaśniającą. Następne grupy kładły się na ciałach zamordowanych wcześniej. Kilkuset Żydów zabarykadowało się w baraku, który został następnie podpalony przez esesmanów. 
Podczas akcji Erntefest w Poniatowej zamordowano ok. 15 tysięcy Żydów.